# Thomas FitzGerald af Laccagh
Sir Thomas FitzGerald af Laccagh (ca. 1458-1487) var en irsk advokat, statsmand og soldat, der var Lord Chancellor of Ireland under Richard 3. og Henrik 7., men gjorde oprør mod Henrik og blev dræbt i Slaget ved Stoke Field.

## Baggrund
Han blev født omkring 1458, anden søn af Thomas FitzGerald, 7. jarl af Kildare og Joan FitzGerald, datter af James FitzGerald, 6. jarl af Desmond.  Han giftede sig med Elizabeth Preston, datter af Robert Preston, 1. viscount Gormanston og Janet Molyneux. Gennem sin ældste datter, Margaret, der blev gift med Garrett Wellesley, var han en forfader til hertugen af Wellington .Han boede på Laccagh (den moderne stavning af stednavnet er Lackagh) nær Monasterevin, County Kildare, og trods hans oprør mod kronen var hans efterkommere i stand til at bevare deres godser.

## Lord Chancellor
Han blev Lord Chancellor of Ireland i 1484.  Efter Huset York fald bekræftede den nye konge Henrik 7. ham i embedet, men hans loyalitet over for det nye styre var dybt mistænkelig. Den anglo-irske adel havde stærk sympati for Huset York, mens Fitzgerald-familien af Kildare var villige til at bakke enten Huset York eller Tudor-dynastiet for at fremme deres egen magt. Henrik 7. siges at have bemærket, at de ville have kronet en abe for at sikre deres position. Thomas' far og hans ældste bror Gerald, "den store jarl", opnåede en position med næsten absolut magt i Irland, en status, der var blevet tolereret af efterfølgende engelske konger.

## Lambert Simnel
I 1487 dukkede bedrageren Lambert Simnel, der hævdede at være Edvard Plantagenet, 17. jarl af Warwick, den retmæssige arving til Huset York, op i Irland i selskab med en præst ved navn Richard Symonds og appellerede til den irske adel om militær hjælp for at vinde den engelske krone. Simnel lignede ganske meget den virkelige Warwick, som i virkeligheden var under fangenskab i Tower of London, hvor han forblev indtil sin henrettelse i 1499. Thomas og hans bror Gerald, 8. jarl af Kildare, var blandt Simnels stærkeste tilhængere og var til stede ved hans kroning i Christ Church Cathedral, Dublin. Thomas fratrådte som kansler og rekrutterede en styrke på omkring 4.500 soldater, herunder både irske og anglo-irske mænd, for at supplere en gruppe lejesoldater fra kontinentet sendt af den virkelige Warwicks tante, Margrete, hertuginde af Burgund. Han førte hendes tropper til England. Men oprøret blev knust i Slaget ved Stoke Field, hvor Thomas blev dræbt. Hans bror var mere heldig. Henrik viste bemærkelsesværdig venlighed over for de overlevende oprørere, herunder Kildare, der modtog en kongelig benådning, og Simnel selv, der fik et job i de kongelige køkkener og senere forfremmet til falkoner.
Fitzgeralds bevarede deres dominans over irsk politik i yderligere 50 år. En anden angivet bemærkning fra kong Henrik 7. var, at hvis hele Irland ikke kunne styre jarlerne af Kildare, så skulle de herske over hele Irland. Imidlertid kom hans søn Henrik 8. på et tidspunkt til at få en helt anden opfattelse. I 1540 var Fitzgerald-familien af Kildare på ubarmhjertig vis blevet knust, skønt de senere genvandt noget af deres gamle indflydelse.

## Børn
Med sin hustru Elizabeth Preston fik han mindst tre børn:
- Sir Maurice Fitzgerald af Laccagh (død 1520)
- Margaret, der giftede sig med Garrett Wellesley
- Isabella.